# Filimon Sârbu

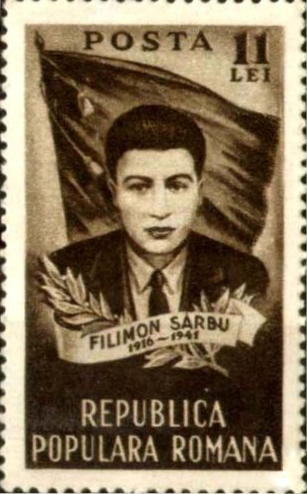
Briefmarke 1951

Filimon Sârbu, 1953–1993 auch Sîrbu, (* 10. August 1916 in Herepeia, 1948–1964 umbenannt in Filimon Sârbu/Sîrbu, heute Gemeindeteil von Vețel; † 19. Juli 1941 in Jilava) war ein rumänischer Arbeiter, Kommunist und Antifaschist.

## Herkunft, Werdegang und Widerstand
Er kam aus einer Arbeiterfamilie. Sein Vater arbeitete bei der staatliche Eisenbahngesellschaft C.F.R., wurde 1926 wegen Teilnahme an Streiks entlassen. Die Familie zog daraufhin in die Hafenstadt Konstanza, wo der Vater kurz nach dem Umzug bei einem Arbeitsunfall tödlich verunglückte.
Nach der elementaren Schulbildung begann er im Oktober 1930 sein Arbeitsleben mit einer Dreherlehre in den Hafenwerkstätten Konstanzas, Atelierele Căpitàniei Portului Maritim Constanţa. Er wurde aktives Mitglied der damals illegalen Union der kommunistischen Jugendunion, Uniunea Tineretului Comunist, U.T.C., der Jugendorganisation der damals ebenfalls verbotenen Rumänischen Kommunistischen Partei, RKP.
1933 wurde er wegen seiner kommunistischen Ansichten und Aktivitäten entlassen, aber auf Druck seiner Kollegen wieder eingestellt. Er nahm teil an den Sitzungen des Nationalen Antifaschistischen Komitees, Comitetul national antifascist, einer Tarnorganisation der RKP, wurde deswegen 1936 verhaftet und von einem Militärgericht zu 6 Monaten Gefängnis verurteilt.
1938 eingezogen zum Wehrdienst, blieb er beim Militär bis zu seiner Entlassung im April 1941. Danach nahm er wieder Kontakt zur kommunistischen Bewegung auf, wurde Mitglied der RKP und bekämpfte im Untergrund die faschistische Antonescu-Diktatur. Er führte im Auftrag der Partei Sabotageaktionen auf militärische Einrichtungen aus, verteilte Propagandamaterial und markierte nachts für sowjetischen Kampfflugzeuge die Abwurfstellen.

## Festnahme, Prozess und Hinrichtung
Er wurde verraten. Am 22. Juni 1941, an diesem Tag begann die Operation Barbarossa, verhaftete ihn die rumänische Sicherheitspolizei, Siguranța, zusammen mit vier Sympathisanten während eines geheimen Treffens am Strand von Mamaia. Nach einem Sammelprozess vor dem Kriegsgericht des 2. Territorialkommandos des Bukarester Militärkorps wurde er am 4. Juli 1941 als Staatsfeind zum Tode verurteilt, die vier Mitangeklagten bekamen Gefängnisstrafen. Am Abend des 19. Juli wurde er im Jilava-Gefängnis, dem Fort 13, Fortul 13 Jilava, heute Gedenkort, füsiliert. Seine letzte Ruhestätte ist unbekannt, siehe Nachleben.

## Nachleben

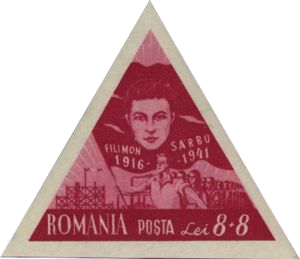
Briefmarke 1948

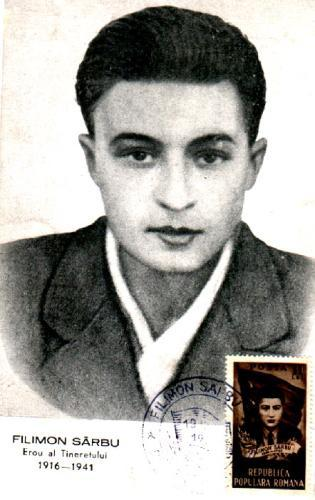
Erou al Tineretului = Held der Jugend

Das faschistische Regime statuierte ein Exempel, denn seine Hinrichtung wurde sogleich am 20. Juli in Rundfunk und Presse mit einem Porträt des Verschwörers und gefährlichen Kommunisten veröffentlicht: Das Kriegsgericht ... verurteilte Sârbu Filimon zum Tode ... wegen des Verbrechens der Gründung geheimer Vereinigungen. Am 22. Juni 1941, um 9:30 Uhr, rief Sârbu Filimon die Verurteilten zusammen ... und forderte sie auf, nachdem er die Vorteile des kommunistischen Regimes beschrieben hatte, im Fall eines Luftalarms in Konstanza, die Stadt vom Kraftwerk aus zu beleuchten, um die Lokalisierung des feindlichen Bombenangriffs zu ermöglichen.
Nach 1945 schufen die neuen kommunistischen Machthaber den Mythos des antifaschistischen Helden: Filimon Sârbu, der erste rumänische Patriot, der von rumänischen Kugeln ermordet wurde, verkörpert somit den Kampf des rumänischen Volkes, seine Bestrebungen und Feindschaft gegen die deutschen Invasoren.
Ab März 1948 – Rumänien war jetzt eine kommunistische Volksrepublik – nahm die Heldenverehrung zu und es wurden nach ihm benannt: Ortschaften, Straßen, Plätze, Parkanlagen, Schulen, Märkte, kulturelle Einrichtungen, Fabriken, landwirtschaftliche Produktionsgenossenschaften, Einkaufszentren. Er fand Eingang in Schulbücher, der Geschichtsunterricht widmete sich seiner.
Die rumänische Post gab 1948 und 1951 mehrere Briefmarken mit seinem Konterfei heraus, dazu Sonderstempel und Briefumschläge mit Bildern und Texten.
Viele Namensgebungen wurden ab 1965 mit der Loslösung von der Sowjetunion in der Sozialistischen Republik Ceauşescus rückgängig gemacht, weitere in der nachkommunistischen Zeit ab 1990, so dass heute nur noch einige Straßennamen vorhanden sind, wie zum Beispiel die Strada Filimon Sârbu in Vladimirescu.
Die kommunistische Partei wollte 1967 seine sterblichen Überreste umbetten zum Denkmal der Helden des Kampfes für die Freiheit des Volkes und das Heimatland, für den Sozialismus; heute Mausoleum im Carol-Park. Seine Gebeine wurden nicht gefunden.

## Gedenkorte

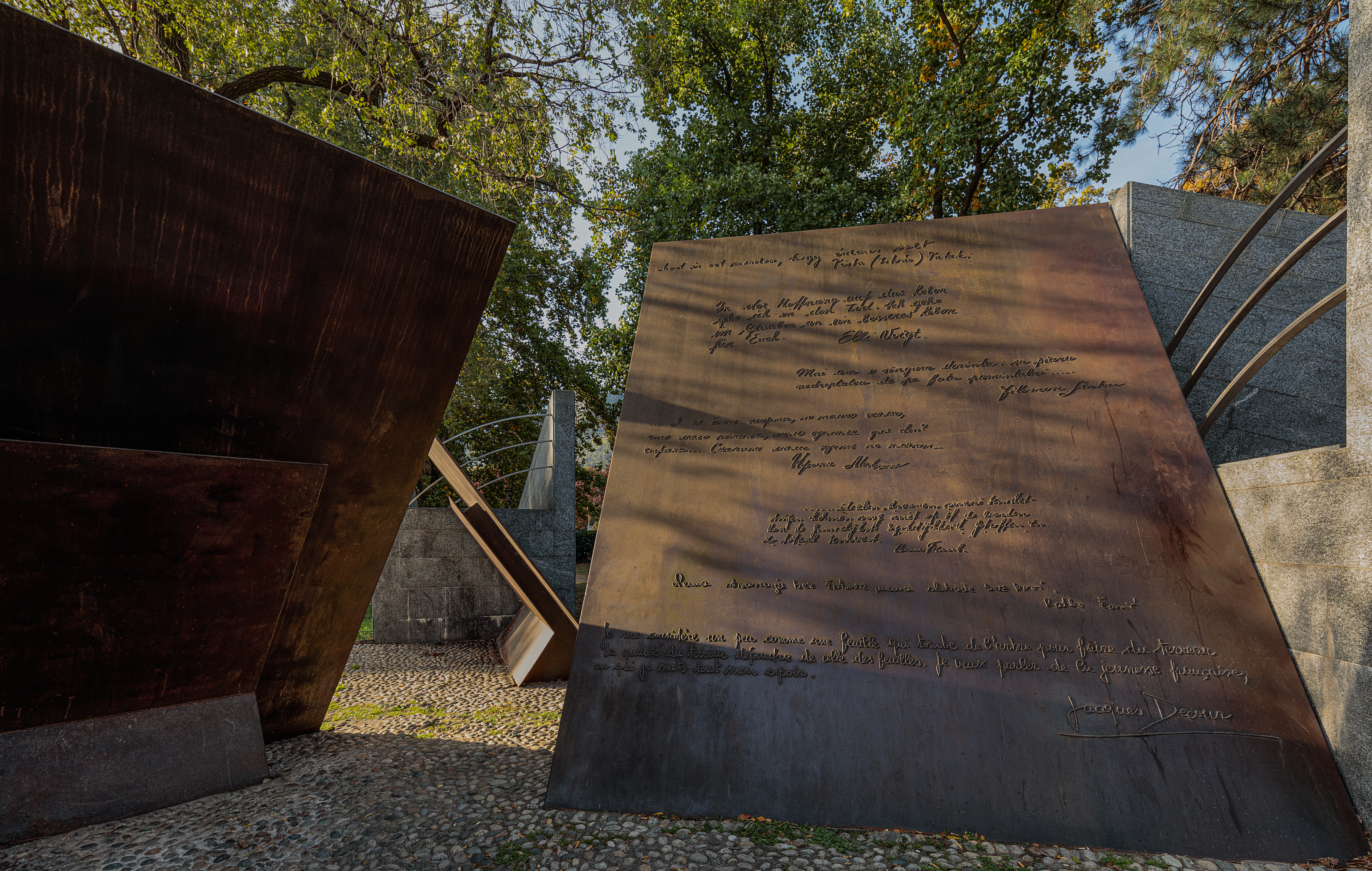
Gedenktafel in Como

- Gedenktafel mit Briefzitat und Kurzbiographie in mehreren Sprachen am Denkmal Monumento alla Resistenza europea in Como.

## Literatur

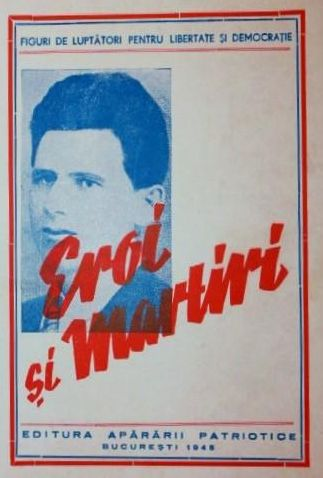
Buchumschlag Helden und Märtyrer 1945